# Brian Hubert Robertson, 1st Baron Robertson of Oakridge
Brian Hubert Robertson, 1st Baron Robertson of Oakridge GCB, GBE, KCMG, KCVO, DSO, MC, britanski general, * 22. julij 1896, † 29. april 1974.